# Liste der Gemeindeverbände im Département Orne
Das Département Orne liegt in der Region Normandie in Frankreich. Es untergliedert sich in 16 Gemeindeverbände.
Siehe auch: Liste der Gemeinden im Département Orne

## Gemeindeverbände

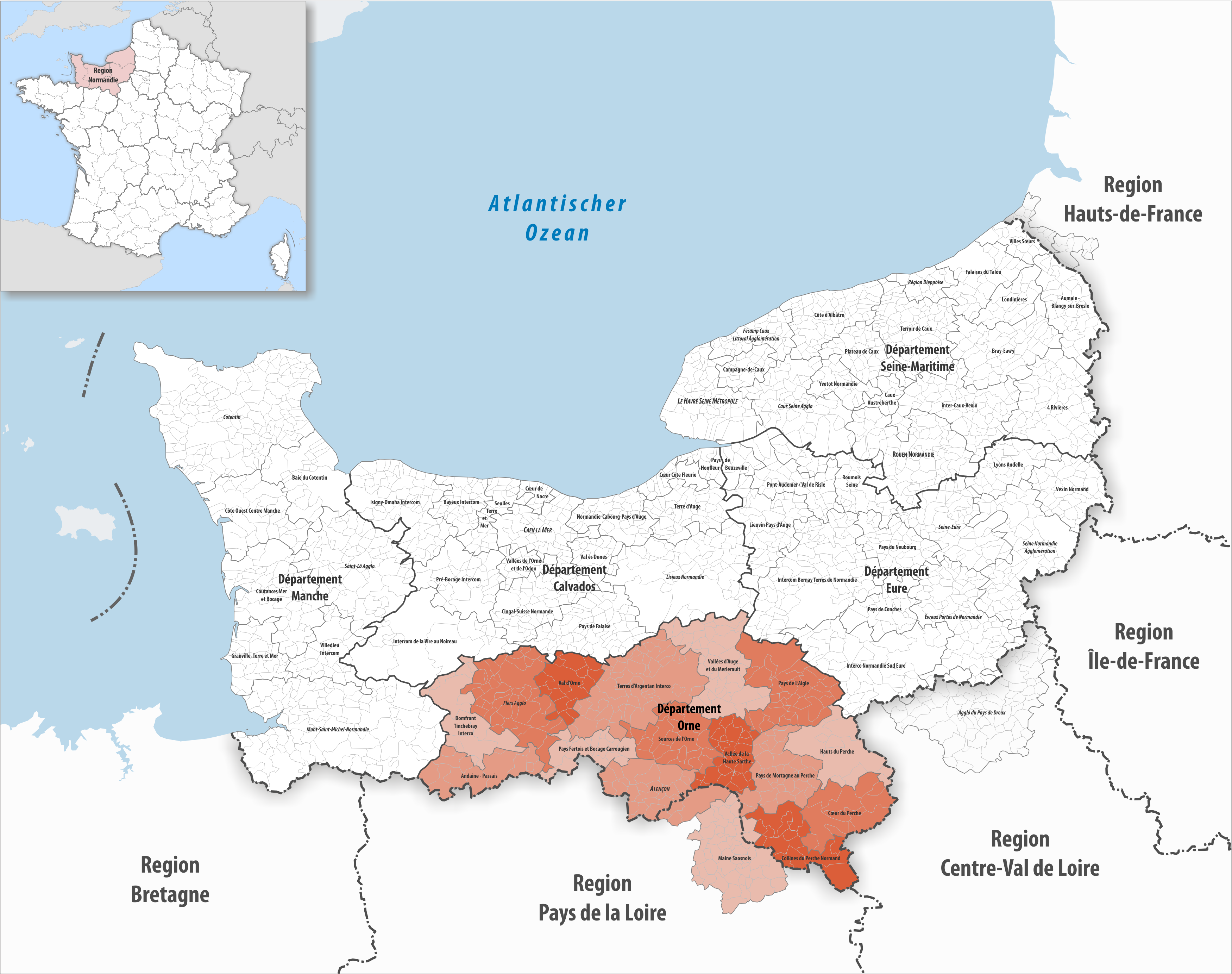
Gemeindeverbände im Département Orne

| Gemeindeverband                   | Gemeinden im Départ./Verband | Einwohner 1. Januar 2022 | Fläche km² | Dichte Einw./km² | SIREN- Nummer | Rechtsform                 | Gründungsdatum    |
| --------------------------------- | ---------------------------- | ------------------------ | ---------- | ---------------- | ------------- | -------------------------- | ----------------- |
| Alençon                           | 26/31                        | 55.405                   | 461,68     | 120              | 246 100 663   | Communauté urbaine         | 31. Dezember 1996 |
| Andaine-Passais                   | 12/12                        | 12.837                   | 335,25     | 38               | 200 068 443   | Communauté de communes     | 17. November 2016 |
| Cœur du Perche                    | 12/12                        | 11.057                   | 388,35     | 28               | 200 068 435   | Communauté de communes     | 6. Oktober 2016   |
| Collines du Perche Normand        | 16/16                        | 11.894                   | 362,42     | 33               | 200 071 504   | Communauté de communes     | 12. Dezember 2016 |
| Domfront Tinchebray Interco       | 15/15                        | 15.782                   | 366,94     | 43               | 200 071 520   | Communauté de communes     | 13. Dezember 2016 |
| Flers Agglo                       | 42/42                        | 52.509                   | 567,69     | 92               | 200 035 814   | Communauté d’agglomération | 20. Dezember 2012 |
| Hauts du Perche                   | 10/10                        | 7.882                    | 387,74     | 20               | 200 068 856   | Communauté de communes     | 23. November 2016 |
| Maine Saosnois                    | 2/52                         | 27.476                   | 610,07     | 45               | 200 072 676   | Communauté de communes     | 14. Dezember 2016 |
| Pays de L’Aigle                   | 32/32                        | 24.985                   | 546,48     | 46               | 200 068 468   | Communauté de communes     | 18. November 2016 |
| Pays de Mortagne-au-Perche        | 33/33                        | 13.515                   | 402,39     | 34               | 200 036 069   | Communauté de communes     | 4. Dezember 2012  |
| Pays Fertois et Bocage Carrougien | 19/19                        | 4.822                    | 230,70     | 21               | 200 071 652   | Communauté de communes     | 13. Dezember 2016 |
| Sources de l’Orne                 | 23/23                        | 11.960                   | 364,75     | 33               | 200 035 111   | Communauté de communes     | 7. Dezember 2012  |
| Terres d’Argentan Interco         | 49/49                        | 33.374                   | 715,05     | 47               | 200 068 450   | Communauté de communes     | 17. November 2016 |
| Val d’Orne                        | 17/17                        | 5.618                    | 254,38     | 22               | 246 100 390   | Communauté de communes     | 30. Dezember 1993 |
| Vallée de la Haute Sarthe         | 31/31                        | 7.531                    | 278,93     | 27               | 200 035 103   | Communauté de communes     | 5. Dezember 2012  |
| Vallées d’Auge et du Merlerault   | 42/42                        | 14.184                   | 531,85     | 27               | 200 069 458   | Communauté de communes     | 1. Dezember 2016  |